# Ján Gabriel
Ján Gabriel (Trnava, 18 d'abril de 1962) és un exfutbolista eslovac, que jugà la major part de la seva carrera al FC Spartak Trnava.
Gabriel jugà pel DAC Dunajská Streda i pel FC Spartak Trnava d'Eslovàquia, i realitzà aparicions esporàdiques amb el Bursaspor i el Zeytinburnu SK de la Lliga turca de futbol.